# Gerhard Schöfer
Gerhard Schöfer (* 1948 in Lambrecht (Pfalz)) ist ein ehemaliger deutscher Radrennfahrer und nationaler Meister im Radsport.

## Sportliche Laufbahn
Gerhard Schöfer war Spezialist für Kurzstreckenrennen auf der Bahn. Bereits in der Jugend war er im 500-m-Zeitfahren und im Sprint zunächst 2. und im Folgejahr in Berlin jeweils Deutscher Meister (damals hieß das noch Jugendbester). Daraufhin wurde er als Jugendlicher mit Ausnahmegenehmigung in die A-Nationalmannschaft berufen, wo er direkt in München im Länderkampf gegen die UdSSR erfolgreich war. Die Olympiade in Mexico verpasste er durch die Niederlage in der Ausscheidung gegen den späteren Tandemweltmeister Jürgen Barth. 1969 gewann er seine erste Medaillen bei deutschen Meisterschaften der Amateure in Oberhausen, er wurde Dritter im Sprint und mit Rainer Erdmann Dritter auf dem Tandem. Im 1000-Meter-Zeitfahren wurde er Vize-meister. Ein Jahr später konnte er in dieser Disziplin in Nürnberg den Meistertitel gewinnen. 1971 wurde er bei den Deutschen Meisterschaften in Saarbrücken Vizemeister im 1000-m-Zeitfahren und im Sprint, wo er im Finallauf gegen Jürgen Barth aus Berlin unterlag. 1967 gewann er mit dem Großen Preis von Hannover eines der ältesten, noch ausgetragenen, Sprintturniere in Deutschland. Bei den UCI-Bahn-Weltmeisterschaften 1967 in Amsterdam kam er im Sprint bis in das Achtelfinale. Er stellte in seiner kurzen Laufbahn 11 Bahnrekorde über die Runde und über 1000 m auf. 1972 beendete er seine aktive Laufbahn, da er keine Chance sah, bei der Olympiade in München zu starten.
Seit 2006 ist er als Tourguide bei Radtouren und Fahrtechniktrainer im Pfälzerwald bei Mountainbike-Touren-Pfaelzerwald.de aktiv.